# Archibald Dixon

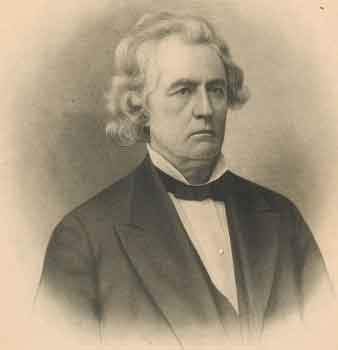
Archibald Dixon

Archibald Dixon, född 2 april 1802 i Caswell County, North Carolina, död 23 april 1876 i Henderson, Kentucky, var en amerikansk politiker (whig). Han representerade delstaten Kentucky i USA:s senat 1852–1855.
Dixon studerade juridik och inledde 1824 sin karriär som advokat i Henderson. Han var viceguvernör i Kentucky 1844–1848. Han förlorade guvernörsvalet 1851 mot Lazarus W. Powell.
Dixon efterträdde 1852 David Meriwether i USA:s senat. Han efterträddes 1855 av John J. Crittenden.
Dixon avled 1876 och han gravsattes på Fernwood Cemetery i Henderson.